# Gibbs, Missouri
Gibbs är en ort i Adair County i delstaten Missouri, USA.